# Min far er bokser
|  | Denne artikel er oprettet af botten PalnaBot ud fra en ekstern database. Den kan derfor have sproglige fejl eller mangler. Denne skabelon kan fjernes efter kontrol af indholdet. |

Min far er bokser er en kortfilm instrueret af Morten Giese efter manuskript af Mette Heeno, Morten Giese og Annette Herzog.

## Handling
Stefan har ikke set sin far i flere år. Han ved kun, at faren er bokser og rejser rundt i verden. Stefan bokser ligesom sin far og savner ham meget. Da Stefan på sin tiårs fødselsdag ikke får den sædvanlige gave fra faren, bestemmer han sig til at opsøge ham. Med sin femårige lillebror Tobias på slæb begiver han sig af sted ud i byen. Drengene finder deres far, men han ligner slet ikke en bokser, og mødet med ham bliver ikke, som Stefan havde forestillet sig. En stærk lille film om længsel og skuffelse, om børns handlekraft, om at turde at se sandheden i øjnene og om kærlighedens sejr i en ikke perfekt verden. Findes også på dvd i antologien »Kortfilm til mellemtrinnet 1«